# 大鳍异齿鰋
大鳍异齿鰋（学名：Oreoglanis macropterus）为輻鰭魚綱鯰形目鮡科异齿鰋属的鱼类。分布于缅甸以及伊洛瓦底江水系等，多见于急流多石的浅水溪流以及平时隐居石缝间隙，體長可達6.5公分。该物种的模式产地在缅甸Catcin。